# 北京大学
北京大学（ペキンだいがく、ピンイン：Běijīng Dàxué、英: Peking University）は、北京市海淀区に所在する中華人民共和国の国立大学である。1898年に創立された、近代中国初の国立総合大学である。大学の略称は北大（ベイダァ）。985工程、211工程、九校連盟、双一流の成員校として、教育部が直轄する国家重点大学である。数多くの中国の政治家、学者等の文化人を輩出しており、多くのランキングで中国首位、アジア首位を維持している中国国内最高峰の大学である。

## 概観

### 大学全体
国家重点大学及び副部級大学のひとつであり、中国の近代化に大きな影響を与えてきた。大学評価の世界的指標であるタイムズ・ハイアー・エデュケーションによる「THE世界大学ランキング2024」では世界14位、｢QS世界大学ランキング2024年｣では世界17位、「QSアジア大学ランキング」では連続でアジア1位となった（参照「大学ランキング」）。全国普通高等学校招生入学考試の「状元」（各省・自治区・直轄市における大学統一入試の成績最優秀者）の多くは進学先に北京大学を選択している。また、留学生が本科生に入学する際には入学試験が課せられるが、HSKの要求スコアが他の大学よりも高い。周辺（離宮の敷地内）には頤和園や円明園などの歴史史跡が数多く残されてあり、「中国のシリコンバレー」と呼ばれる中関村も隣接している。

### 校訓
北京大学で広く用いられる「勤奮、厳謹、求実、創新」、「博学、審問、慎思、明辨」、「愛国、進歩、民主、科学」、「思想の自由、両方を兼ね備える」はいずれも校訓ではない。

### 校歌
蔡元培が学長に就任したとき、文系の呉梅教授が「正宮錦巻道・寄北雍諸生」を北京大学の校歌に選んだが、大学側は決定を否定している。また、校内で広く歌われている「燕園情」も校歌ではない。

## 略歴

### 京師大学堂時代
- 1898年、清朝政府により、隋代に起源を持つ北京国子監を近代化した京師大学堂として、北京に設立される。これは、日清戦争敗北の反省から起こった戊戌の変法運動により、救国の近代化政策のひとつとして実行された[9]。初代学長には管学大臣の孫家鼐が就いた（-1900)。しかし数か月で戊戌政変により改革派は処分され、旧教育内容に戻される。
- 1900年、義和団事件により西太后が京師大学堂停止を下令、大学堂は八か国連合軍が占領。
- 1902年、光緒新政により大学堂再開、三代学長に管学大臣の張百煕就任（-1904）。工学・農学を大学内に含めるなど日本式をモデルにし、米国からの教員を解雇して服部宇之吉、岩谷孫蔵ら日本人教師を多数招聘、日本留学も推奨された[10][9]。京師同文館を吸収。
- 1903年、医学実業館開設（1912年に北京医学専門学校として独立）[9]
- 1904年、分科大学教員養成のため留学生海外派遣（西洋16名、日本31名）[9]。
- 1911年、辛亥革命勃発により京師大学堂の臨時運営停止が下令[9]。

### 北京大学改名後
- 1912年、名称を北京大学に変更（中華民国 (1912年-1949年)樹立のため）。
- 1917年、蔡元培が北京大学の校長となり、陳独秀、李大釗、魯迅、胡適らを教授に迎えて学風を一新。

これ以降、北京大学の教授・学生が、五四運動に多数参加するなど、反帝国主義の動きが盛んになる。学内で、共産主義的傾向が強まる。
- 1937年、日中戦争（支那事変）のため、清華大学・南開大学とともに、長沙に移転し、両大学とともに、長沙臨時大学を構成する。
- 1938年、長沙にも日本軍の勢力が伸びてきたために、昆明に再移転し、国立西南連合大学と改称する。
  - 1937年-1945年の間、日本の影響下にあった汪兆銘政権の下で「北京大学」と称して北京の校舎と移転に従わなかった教授らで構成する大学運営が行われた。
- 1945年、対日戦争終結により、北京の元来の敷地に戻る。
- 1946年7月、北平大学医学院を吸収合併する。
- 1946年10月、正式に旧来の北京大学に戻す。
- 1952年、中華人民共和国成立に伴う高校間の学部などの調整により、北京大学は、「文系と理系に関する基礎的な教育と研究を行う総合大学」として位置付けられた。また、この際に北京大学医学部（もとの北平大学医学院に相当）を分離する。
- 1966年5月、構内に掲示された反革命批判の壁新聞から、文化大革命の嵐が吹き始めることとなった。
- 2000年4月3日、北京大学医学部を再び吸収合併する。
- 2002年、東京大学、理化学研究所との間で連絡事務所を設置。
- 2004年、ロンドン・スクール・オブ・エコノミクス(LSE)が北京大学のパートナーになる。LSEの講師によるサマースクールを北京大学の構内で行うほか、国際情勢 (international affairs）に関する修士課程のデュアル・ディグリー制度を開始。グローバル・パブリック・ポリシー・ネットワークに参加する。

## 大学ランキング
- QS世界大学ランキング：第14位（2025年）[11]
- QS世界大学ランキング-学部課程：第8位（2025年）[11]
- THE世界大学ランキング：第13位（2025年）[12]
- USニュース：ベストグローバル大学：第31位（2025年）[13]
- USニュース：ベストグローバル大学 - 人工知能研究：第6位（2025年）[13]
- USニュース：ベストグローバル大学-環境分野：第1位（2025年）[13]
- CWUR世界大学ランキング：第47位（2025年）[14]
- CWUR世界大学ランキング-アジア圏内：第5位（2025年）[14]

## 組織
北京大学には6の「学部」と53の「学院」と「系」で構成される。「学院」も「系」も日本の大学の学部にほぼ相当する。「学部」は「学院」と「系」の上の編成で、実体はなく、日本の「学部」とは位置付けが異なっている。適訳がないのでそのまま記す。位置づけが異なるのは、学院及び系は、個別の教育システムに位置づけられているためである。北京大学は、学院や系に相当する、各単科大学の集合体として運営がなされているためである。
- 理学部
  - 数学科学学院
  - 物理学院
  - 化学及び分子工程学院
  - 生命科学学院
  - 都市及び環境学院
  - 地球及び空間科学学院
  - 建築及び景観設計学院
  - 心理及び認知科学学院
- 情報科学及び工学部
  - 情報科学技術学院
  - 工学院
  - 王選コンピュータ研究所
  - ソフトウェア及び微電子工学学院
  - 環境科学及び工学学院
  - ソフトウェア工学国立工学研究センター
  - 材料科学及び工学学院
- 人文学部
  - 中国語文学系
  - 歴史学系
  - 考古文博学院
  - 哲学系(宗教学系)
  - 外国語学院
  - 芸術学院
  - 対外中国語教育学院
  - 歌劇研究院
- 社会科学学部
  - 国際関係学院
  - 法学院
  - 情報管理系
  - 社会学系
  - 政府管理学院
  - マルクス主義学院
  - 教育学院
  - ニュース及び伝播学院
  - 体育教研部

- 経済及び管理学部
  - 経済学院
  - 光華管理学院
  - 人口研究所
  - 国家発展研究院
- 医学部
  - 基礎医学院
  - 薬学院
  - 公衆衛生学院
  - 看護学院
  - 医学人文学院
  - 医学継続教育学院
- 学際
  - 元培学院
  - 分子医学研究所
  - 北京国際数学研究センター
  - フロンティア学際研究所
  - 原子力科学及び技術研究所
  - 燕京学堂
  - 現代農学院
  - 人工知能研究院
- 深圳大学院
  - 情報工学院
  - 化学生物学及び生物技術学院
  - 環境及びエネルギー学院
  - 都市計画及び設計学院
  - 新材料学院
  - HSBCビジネススクール
  - 国際法学院
  - 人文社会科学学院

### 附属機関
- 北京大学附属中学
- 北京大学附属小学
- 北京大学第一病院
- 北京大学人民病院
- 北京大学第三病院
- 北京大学歯科病院
- 北京大学腫瘤病院
- 北京大学第六病院
- 北京大学深圳病院（共同建設）
- 北京大学首鋼病院（共同建設）
- 北京大学国際病院（共同建設）
- 北京大学浜海病院（共同建設）

## 大学関係者と組織

### 大学関係者組織
- 北京大学台湾経済文化交流協会 Taiwan Economic and Cultural Association(TECA),PKU

### 大学関係者一覧
- 北京大学の人物一覧

著名な卒業生
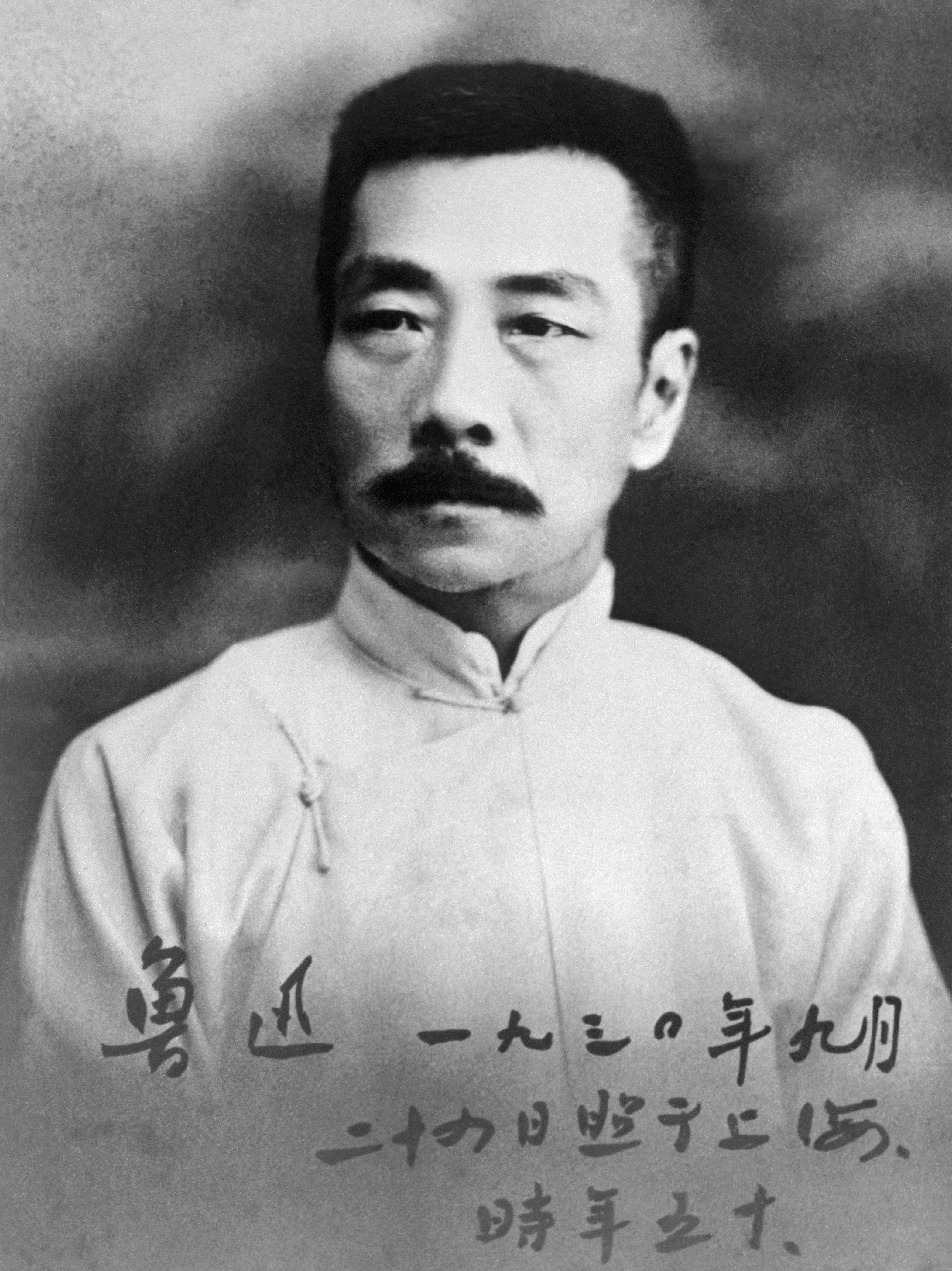
魯迅, 小説家、翻訳家、思想家.
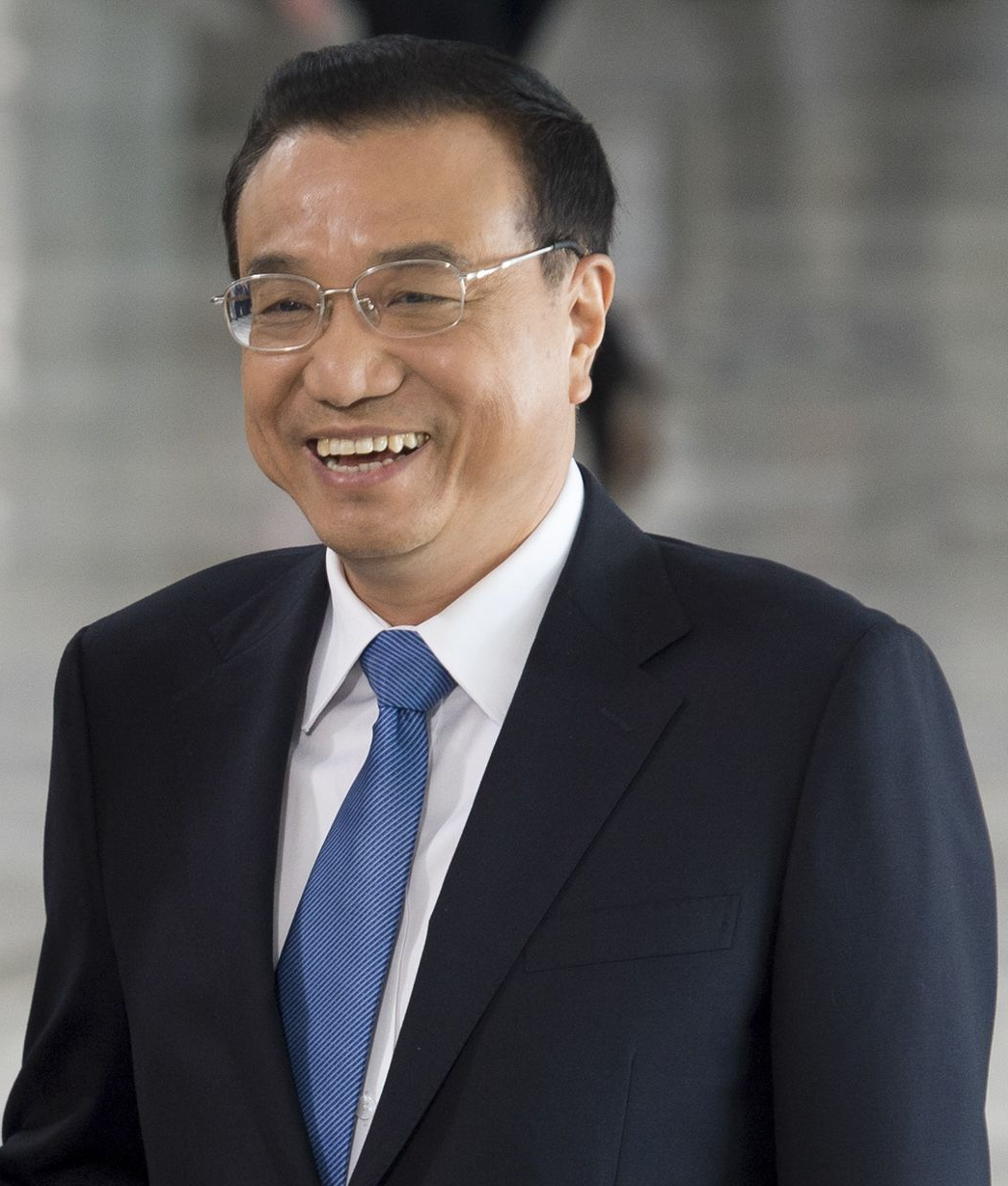
第7代 国務院総理, 李克強
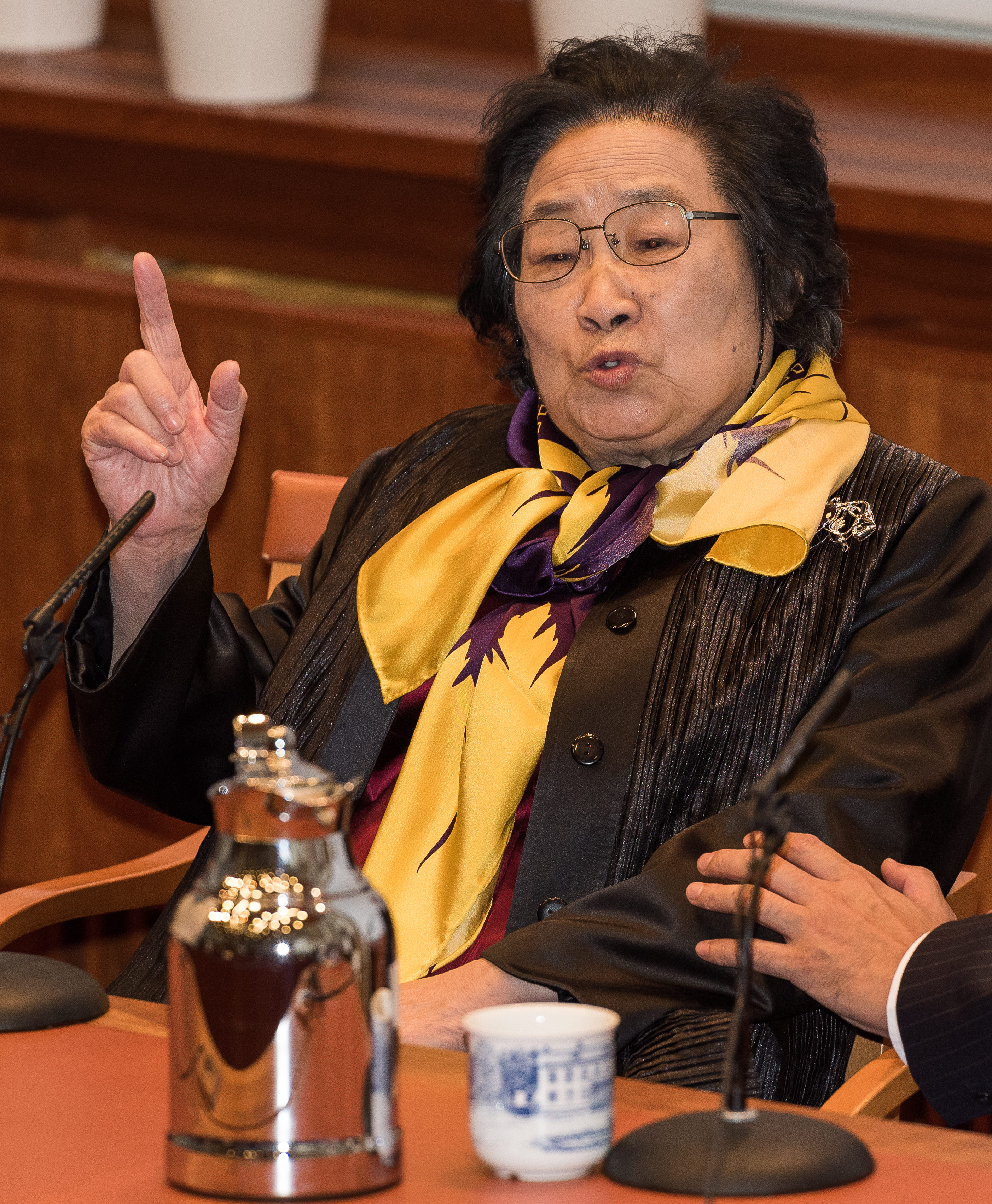
屠呦呦,医学者、医薬品化学者、教育者
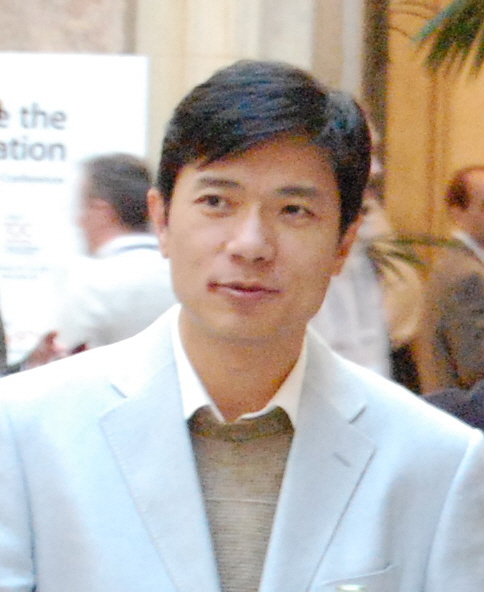
百度創業者 李彦宏
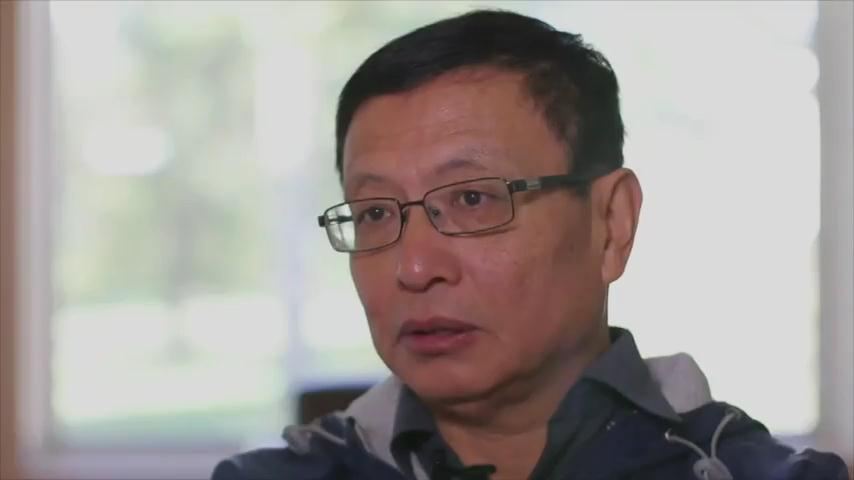
数学者, 張益唐

## 中国版「アイビーリーグ」
2009年10月12日に北京大学、清華大学、浙江大学、ハルビン工業大学、復旦大学、上海交通大学、南京大学、中国科学技術大学、西安交通大学の9校（C9）は相互協力・交流の強化、教育資源の相互補完、ハイレベル人材の育成等を図るため、「一流大学人材育成協力・交流協議書」を締結した。中国版の「アイビーリーグ」結成に向けて第一歩を踏み出した。この中国版「アイビーリーグ」のことを「九校連盟」と呼ぶ。

## 関連項目

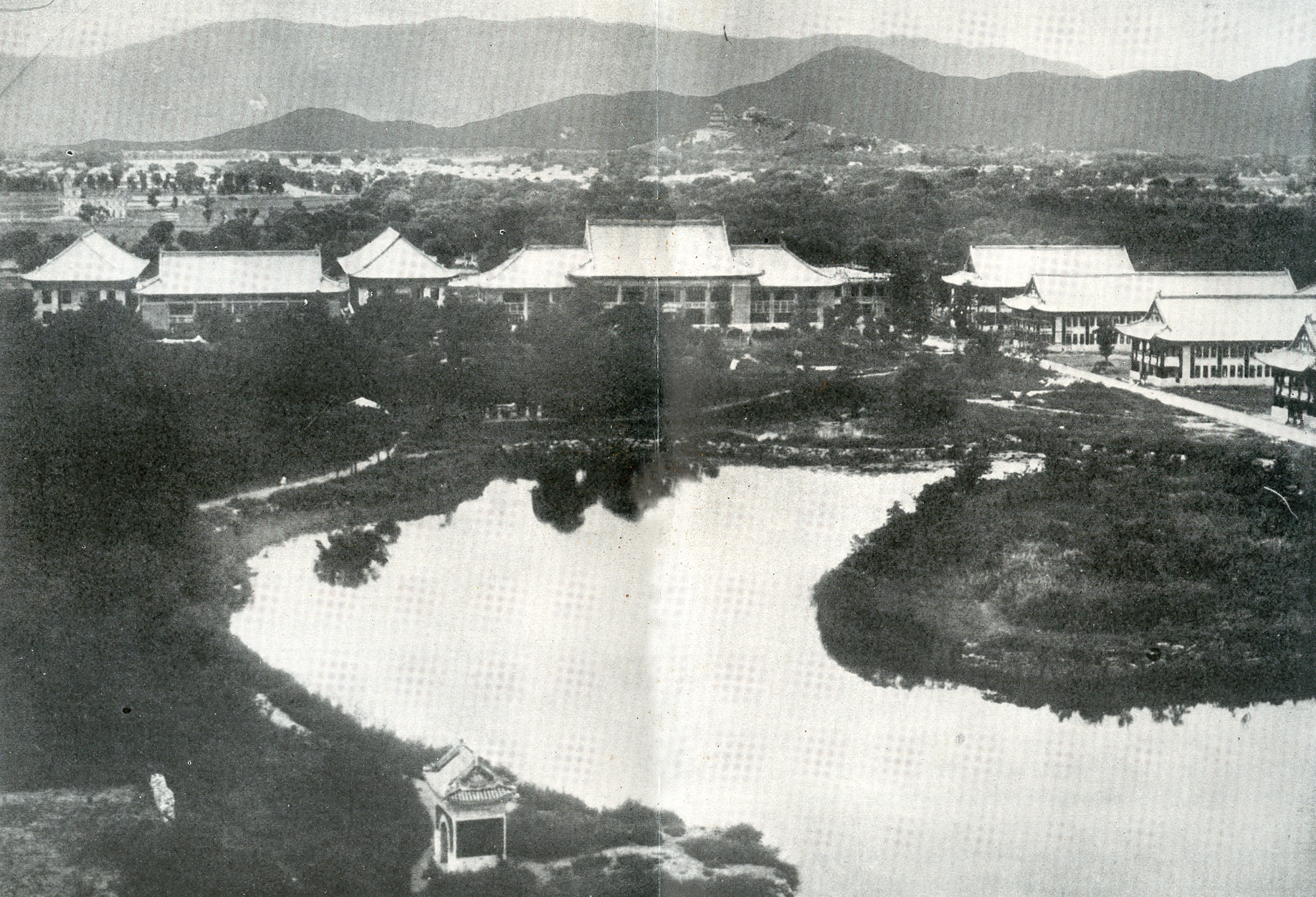
北京大学に移管された燕京大学の校舎